# Kostel Nejsvětější Trojice (Pertisau)
Kostel Nejsvětější Trojice je římskokatolický kostel v Pertisau v obci Eben am Achensee v Tyrolsku v Rakousku. Je farním chrámem místní farnosti a spadá pod děkanát Fügen-Jenbach v diecézi Innsbruck.
Na farní kostel byl povýšen v roce 1973. Byl postaven v letech 1966 až 1968 podle návrhu architekta Clemense Holzmeistera. Kostel má polygonální půdorys a je pokryt dřevěným stropem. Budova je pod památkovou ochranou.